# Sweet 16
Sweet 16 är en bokserie på 18 böcker utgivna i USA. Serien är skriven av olika författare, till exempel Carol Ellis. Den handlar om när Mary-Kate och Ashley Olsen är i sin vilda värld. Böckerna har getts ut på syskonens eget förlag.